# Giovanni Melillo
Giovanni Melillo, detto Gianni (Foggia, 16 dicembre 1959), è un magistrato italiano, Procuratore nazionale antimafia e antiterrorismo dal 4 maggio 2022.

## Biografia
È entrato in magistratura nel 1985 dopo alcuni anni come pretore nel quartiere periferico Barra di Napoli, dove si è formato con Peppino Fusco e Paolo Mancuso. Divenuto sostituto procuratore di Napoli nel 1991, è stato poi consulente giuridico presso il Segretariato generale della Presidenza della Repubblica Italiana tra il 1999 e il 2001, passando alla Direzione nazionale antimafia sempre come sostituto procuratore; durante quest'ultima esperienza si è occupato delle indagini sulle stragi di Cosa nostra tra il 1992 e il 1993 a Roma, Firenze e Milano, coadiuvando la Direzione distrettuale antimafia (DDA) di Firenze e contribuendo alla ricostruzione del ruolo di Paolo Bellini.
Nel 2009 è tornato a Napoli come procuratore aggiunto, divenendo poi nel 2014 capo di gabinetto del Ministro della giustizia Andrea Orlando nel governo Renzi.
Nel 2017 diviene sostituto procuratore generale a Roma ma nell'estate dello stesso anno viene nominato al vertice della Procura della Repubblica di Napoli, poco dopo aver tentato di passare al vertice della Procura di Milano.
Il 4 maggio 2022 è stato eletto dal Consiglio Superiore della Magistratura (CSM) al vertice della Direzione nazionale antimafia e antiterrorismo (DNA) come Procuratore nazionale antimafia e antiterrorismo con 13 voti, succedendo a Federico Cafiero De Raho.